# Lahuta e Malcis
Lahuta e Malcís (Gorska gusla) je albanski nacionalni ep. Dovršio ga je i objavio albanski fratar i pjesnik Gjergj Fishta 1937. godine. Ep je na gegijskom narječju albanskog jezika. Sadrži 30 pjevanja s preko 17.000 stihova. Mnogi ga znanstvenici nazivaju albanskom Ilijadom.
Ali-pašu Gusinjskog prikazuje kao vatrenog junaka. Središnjim je junakom je 8. pjevanja te je jednim od važnih figura 9. pjevanja.